# Festuca multinodis
Festuca multinodis là một loài thực vật có hoa trong họ Hòa thảo. Loài này được Petrie & Hack. mô tả khoa học đầu tiên năm 1912.